# Xylopia cupularis
Espèce
Synonymes
- Xylopia gilviflora Exell[1]

Xylopia cupularis Mildbr. est une espèce de plantes à fleurs de la famille des Annonaceae et du genre Xylopia. C'est un arbre présent en Afrique tropicale.

## Description
C'est un arbre qui peut atteindre 35 m de hauteur et 60 cm de diamètre pour le fût. Son bois est d'un brun jaunâtre. Il est lourd, avec une densité de 750 à 935 kg/m3, à 12% d'humidité.

## Répartition
L'espèce est présente depuis le Cameroun jusqu'à la République démocratique du Congo, et vers le sud jusqu'en Angola (Cabinda).

## Utilisation
Son bois est utilisé principalement en construction. Les feuilles macérées se prennent en cas de diarrhée.